# Tse Ying Suet
Tse Ying Suet (en chino: 謝影雪; Hong Kong, 9 de noviembre de 1991) es una deportista hongkonesa que compite en bádminton, en la modalidad de dobles mixto.
Ganó dos medallas de bronce en el Campeonato Mundial de Bádminton, en los años 2018 y 2021. En los Juegos Asiáticos de 2018 consiguió una medalla de plata en la prueba de dobles mixto.
Participó en tres Juegos Olímpicos de Verano, entre los años 2012 y 2020, ocupando el cuarto lugar en Tokio 2020, en la prueba de dobles mixto.

## Palmarés internacional
| Campeonato Mundial | Campeonato Mundial  | Campeonato Mundial | Campeonato Mundial |
| Año                | Lugar               | Medalla            | Prueba             |
| ------------------ | ------------------- | ------------------ | ------------------ |
| 2018               | Nankín (China)      | Medalla de bronce  | Dobles mixto       |
| 2021               | Huelva (España)     | Medalla de bronce  | Dobles mixto       |
| Juegos Asiáticos   |                     |                    |                    |
| Año                | Lugar               | Medalla            | Prueba             |
| 2018               | Yakarta (Indonesia) | Medalla de plata   | Dobles mixto       |